# Epiphyllum laui
Epiphyllum laui ist eine Pflanzenart in der Gattung Epiphyllum aus der Familie der Kakteengewächse (Cactaceae). Das Artepitheton laui ehrt den Botaniker Alfred Bernhard Lau.

## Beschreibung
Epiphyllum laui wächst sowohl epiphytisch als auch lithophytisch. Die Triebe verzweigen basal oder seitlich und sind an der Basis 1 bis 2 Zentimeter schmal und zylindrisch mit Durchmessern von 0,6 bis 0,9 Zentimetern. Darüber sind die weichfleischigen Triebe abgeflacht, linealisch und 5 bis 7 Zentimeter breit. Sie sind leuchtend grün und besitzen eine vorstehende Mittelrippe. Ihre Ränder sind gelappt und gewellt. Die auf den Trieben befindlichen haarartigen, bräunlich gelben 1 bis 5 Dornen sind 3 bis 5 Millimeter lang.
Die trichterförmigen Blüten öffnen sich am Abend und bleiben mindestens zwei Tage lang geöffnet. Sie erreichen eine Länge von 15 bis 16 Zentimetern und einen Durchmesser von 14 bis 16 Zentimetern. Die äußeren Blütenhüllblätter sind rötlich orange bis gelb, die inneren Blütenhüllblätter sind weiß mit einem gelblichen Hauch. Die karminroten Früchte sind länglich geformt und 4 bis 8 Zentimeter lang.

## Verbreitung und Systematik
Epiphyllum laui ist im mexikanischen Bundesstaat Chiapas in Höhenlagen von 2200 Metern verbreitet.
Die Erstbeschreibung wurde 1990 von Myron William Kimnach veröffentlicht.

## Nachweise